# أرتيكونو
أرتيكونو (بالإنكليزية:Articuno) هو أحد أنواع الطيور في مسلسل بوكيمون.